# Cunonia macrophylla
Cunonia macrophylla är en tvåhjärtbladig växtart som beskrevs av Brongn. & Gris. Cunonia macrophylla ingår i släktet Cunonia och familjen Cunoniaceae. Inga underarter finns listade i Catalogue of Life.